# بطمية
الفصيلة البُطمية أو الأنكارية أو البطميات أو الفصيلة البلاذرية أو الفصيلة القليبية (الاسم العلمي: Anacardiaceae) هي فصيلة من النباتات تتبع رتبة الصابونيات من شعيبة البذريات من أهم الأجناس التي تتبع هذه الفصيلة المانغو و البطم (الذي يضم الفستق الحلبي) و الكاجو.

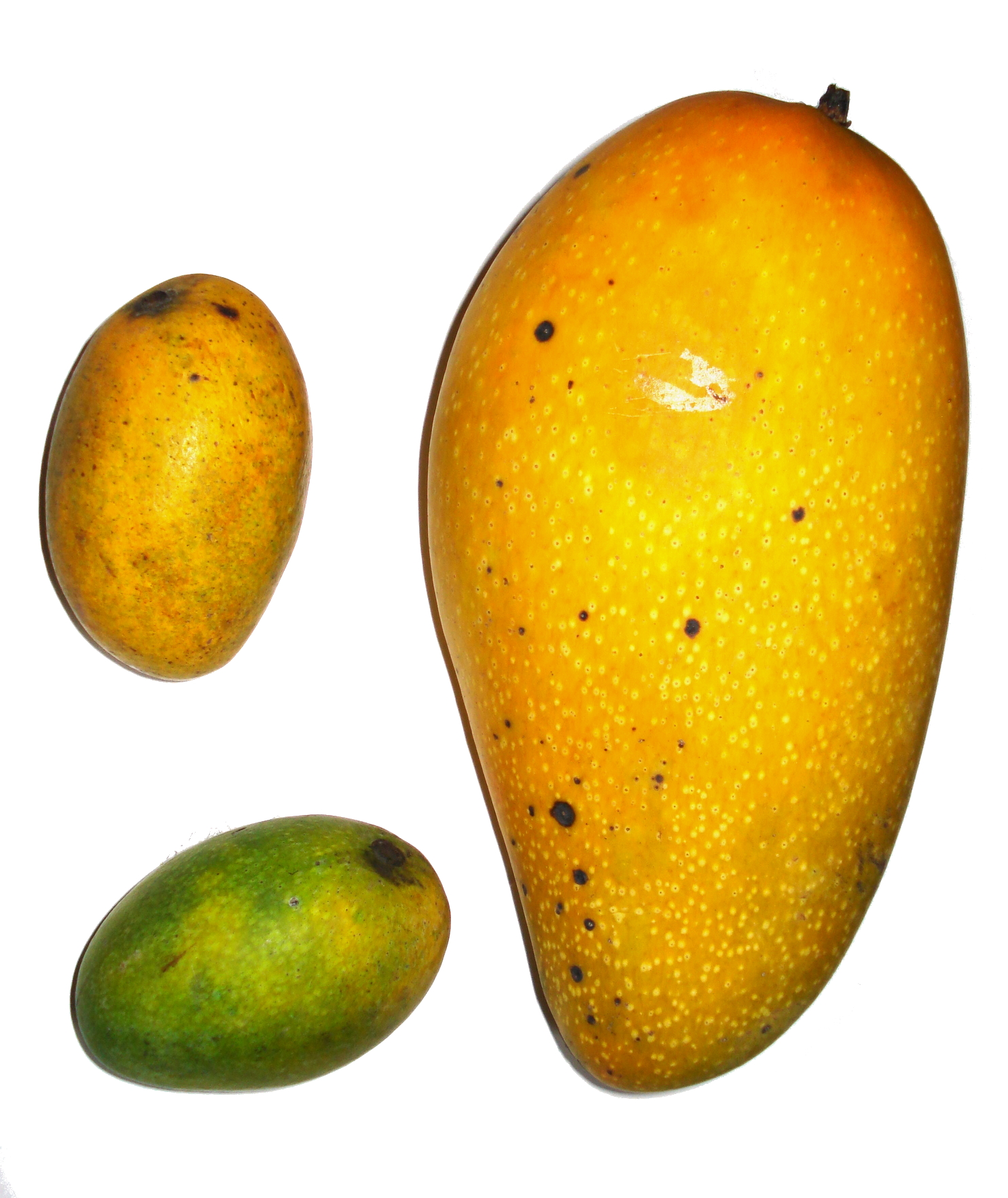
ثمار مانغو

## قبائل
- البلاذراوية (الاسم العلمي: Anacardieae)
- السبوندياوية (الاسم العلمي: Spondieae)
- النصفاوية الثمر (الاسم العلمي: Semecarpeae)
- السماقاوية (الاسم العلمي: Rhoeae)
- الدوبنياوية (الاسم العلمي: Dobineeae)

## أجناس
- البلاذر
- (الاسم العلمي: Abrahamia)
- (الاسم العلمي: Actinocheita)
- (الاسم العلمي: Antrocaryon)
- (الاسم العلمي: Attilaea)
- (الاسم العلمي: Bonetiella)
- (الاسم العلمي: Cardenasiodendron)
- (الاسم العلمي: Cyrtocarpa)
- (الاسم العلمي: Euleria)
- (الاسم العلمي: Faguetia)
- (الاسم العلمي: Haematostaphis)
- (الاسم العلمي: Haplorhus)
- (الاسم العلمي: Harpephyllum)
- (الاسم العلمي: Koordersiodendron)
- (الاسم العلمي: Laurophyllus)
- (الاسم العلمي: Lithraea)
- (الاسم العلمي: Loxopterygium)
- (الاسم العلمي: Loxostylis)
- (الاسم العلمي: Malosma)
- (الاسم العلمي: Mauria)
- (الاسم العلمي: Micronychia)
- (الاسم العلمي: Mosquitoxylum)
- (الاسم العلمي: Myracrodruon)
- (الاسم العلمي: Nothospondias)
- (الاسم العلمي: Ochoterenaea)
- (الاسم العلمي: Operculicarya)
- (الاسم العلمي: Pachycormus)
- (الاسم العلمي: Pentaspadon)
- (الاسم العلمي: Pleiogynium)
- (الاسم العلمي: Protorhus)
- (الاسم العلمي: Pseudosmodingium)
- (الاسم العلمي: Pseudospondias)
- (الاسم العلمي: Quebrachia)
- (الاسم العلمي: Rhodosphaera)
- (الاسم العلمي: سماق)
- (الاسم العلمي: Searsia)
- (الاسم العلمي: Smodingium)
- (الاسم العلمي: خزامى)
- (الاسم العلمي: Terminthia)
- (الاسم العلمي: Thyrsodium)